# Syracuse University Press
Les Syracuse University Press, que l'on peut traduire par « Presses universitaires de Syracuse » sont une maison d'édition américaine fondée en 1943 et associée à l'université de Syracuse.